# CT-32
L'autoroute CT-32 est une autoroute qui permet d'accéder à Cartagène depuis l'AP-7 en venant de l'est (Alicante, Valence...)
Elle croise l'AP-7 ainsi que la RM-12 pour se connecter ensuite à l'Autoroute espagnole A-30 qui le Paseo d'Alfonso XIII
D'une longueur de 5.4 km environ, elle relie l'AP-7 à l'Autoroute espagnole A-30.

## Tracé
- Elle débute au nord-est de Cartagène où elle bifurque avec l'AP-7 qui contourne l'agglomération par le nord et la RM-12 à destination de La Manga del Mar Menor.
- Elle traverse les zones industrielles de la ville avant de bifurquer avec l'A-30 qui accède au centre-ville et la CT-34 qui dessert le port industriel d'Escombreras.

## Sorties
| Numéro de la sortie | Nom de la sortie                                                                                | Bifurcation |
| ------------------- | ----------------------------------------------------------------------------------------------- | ----------- |
|                     | Torrevieja - Alicante - Valence Mazarron - Vera - Almeria La Manga del Mar Menor                | AP-7 RM-12  |
| 03                  | Los Camachos                                                                                    |             |
|                     | Murcie - Albacete - Madrid Carthagène Est - Carthagène-Paseo de Alfonso XIII Port d'Escombreras | A-30 CT-34  |